# 小卡努夏克山

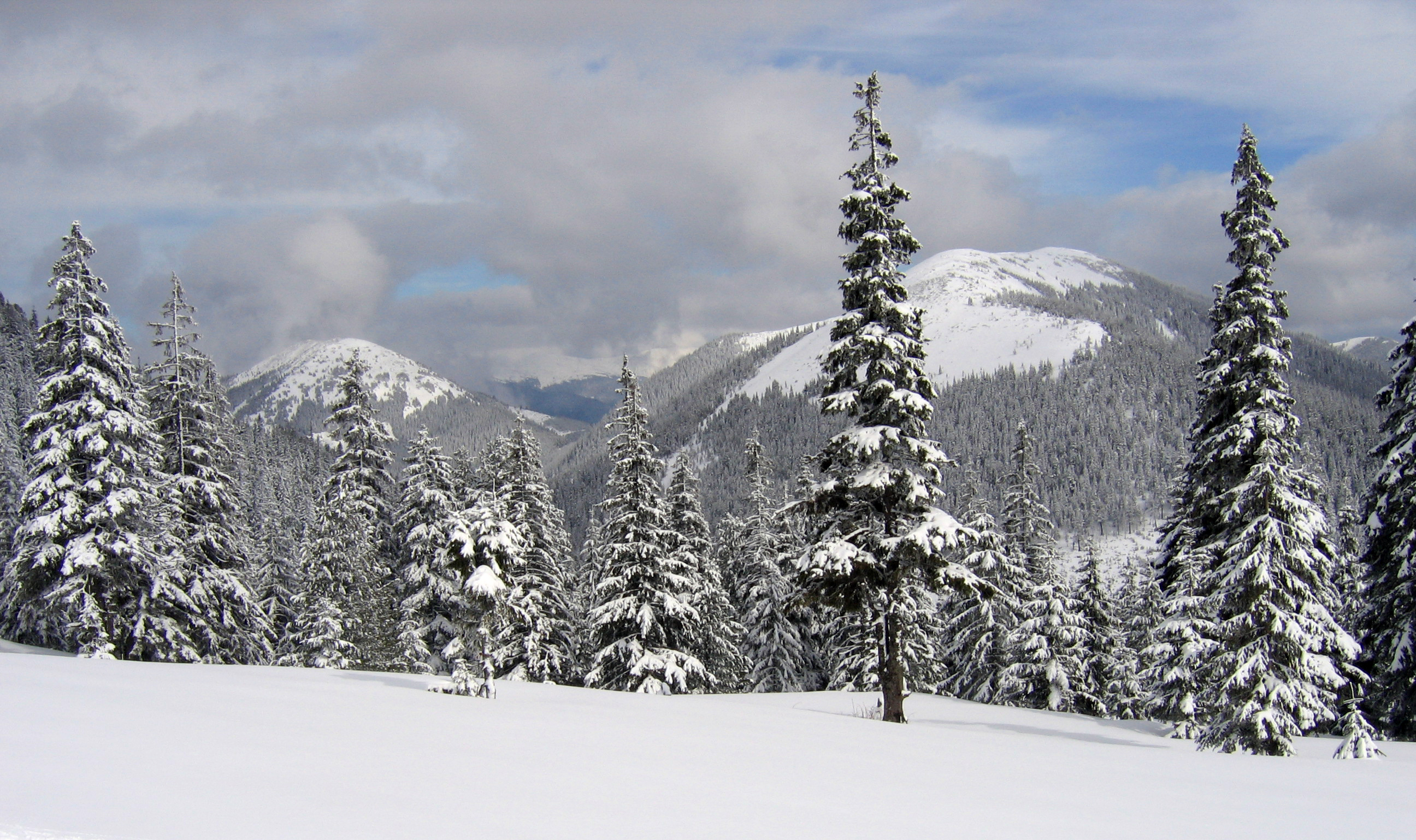

48°36′54″N 23°58′50″E / 48.61500°N 23.98056°E
小卡努夏克山（羅馬化：Malyi Kanusiak）是烏克蘭西部伊萬諾-弗蘭科夫斯克州的山峰，屬於烏克蘭喀爾巴阡山脈中戈爾加內山脈的一部分，海拔高度1,620米。